# Самуил I Хандзерис
 Тази статия е за вселенския патриарх.  За племенника му пловдивски и ефески митрополит вижте Самуил Хандзерис (ефески митрополит).  
Самуил I Хандзерис, понякога предавано на български като Ханджери, е православен духовник, вселенски патриарх в Цариград на два пъти: от 24 май 1763 до 5 ноември 1768 година (стар стил) и отново от 17 ноември 1773 до 24 декември 1775 година.

## Биография
Роден е като Скарлатос Хандзерис (Σκαρλάτος Χαντζερής). Учи във Великата народна школа. В 1731 година е избран за деркоски митрополит и на 24 май 1763 година за вселенски патриарх. През 1767 година издейства султанско ирадие, с което се унищожава Охридската архиепископия, а епархиите ѝ се присъединяват към Цариградската патриаршия. Ирадието освен това забранявало приемането на каквито и да е протести срещу това решение, с което Патриаршията препятствала възможна съпротива от страна на охридското паство. Патриаршията унищожава и самата охридската епархия, като подчинява Охрид на драчкия митрополит. Така градът е лишен дори от епископската катедра, която придобива още в ранните векове на християнството. Според българския историк и специалист по историята на Охридската архиепископия Иван Снегаров това е направено с цел да не остане и помен от Архиепископията.
Самуил Ханджери ликвидира предходно през 1766 година и възстановената Печка патриаршия през 1557 година, като по това време велик везир е Мухсинзаде Мехмед паша.